# Seznam prvouvrščenih singlov 2020 (Slovenija)
Seznam prvouvrščenih singlov Slovenije 2020 iz uradne nacionalne lestvice SloTop50, združene v 61 slovenskih radijskih postaj, ki jo združenje SAZAS samodejno obračunava tedensko, mesečno in letno.

## Lestvica

### Tedenska
Prvo mesto lestvice in najvišje uvrščena domača skladba za vsak teden
|  | Najbolje uvrščen single leta 2020 |

| Št. | Teden | Izid lestvice      | Skladba na prvem mestu lestvice    | Izvajalec                   |                              | Top domača skladba                | Top domači izvajalec |  |
| --- | ----- | ------------------ | ---------------------------------- | --------------------------- | ---------------------------- | --------------------------------- | -------------------- |  |
| 79  | 366   | 5. januar 2020     | "Dance Monkey"                     | Tones and I                 | "Beli oblaki, bele snežinke" | Poskočni muzikanti & Nuša Derenda | [ 1 ]                |  |
| 79  | 367   | 12. januar 2020    | "Dance Monkey"                     | Tones and I                 | "Svet na dlani"              | Nina Pušlar                       | [ 2 ]                |  |
| 79  | 368   | 19. januar 2020    | "Dance Monkey"                     | Tones and I                 | "Svet na dlani"              | Nina Pušlar                       | [ 3 ]                |  |
| 79  | 369   | 26. januar 2020    | "Dance Monkey"                     | Tones and I                 | "Svet na dlani"              | Nina Pušlar                       | [ 4 ]                |  |
| 80  | 370   | 2. februar 2020    | "Memories"                         | Maroon 5                    | "Svet na dlani"              | Nina Pušlar                       | [ 5 ]                |  |
| 80  | 371   | 9. februar 2020    | "Memories"                         | Maroon 5                    | "Svet na dlani"              | Nina Pušlar                       | [ 6 ]                |  |
| 80  | 372   | 16. februar 2020   | "Memories"                         | Maroon 5                    | "Svet na dlani"              | Nina Pušlar                       | [ 7 ]                |  |
| 80  | 373   | 23. februar 2020   | "Memories"                         | Maroon 5                    | "Svet na dlani"              | Nina Pušlar                       | [ 8 ]                |  |
| 80  | 374   | 1. marec 2020      | "Don't Start Now"                  | Dua Lipa                    | "Srce za srce"               | Alya                              | [ 9 ]                |  |
| 81  | 375   | 8. marec 2020      | "Don't Start Now"                  | Dua Lipa                    | "Včeraj in za zmeraj"        | Nina Pušlar                       | [ 10 ]               |  |
| re  | 376   | 15. marec 2020     | "Memories"                         | Maroon 5                    | "Svet na dlani"              | Nina Pušlar                       | [ 11 ]               |  |
| 82  | 377   | 22. marec 2020     | "Blinding Lights"                  | The Weeknd                  | "Sreča"                      | Pop Design                        | [ 12 ]               |  |
| 82  | 378   | 29. marec 2020     | "Blinding Lights"                  | The Weeknd                  | "Sreča"                      | Pop Design                        | [ 13 ]               |  |
| 82  | 379   | 5. april 2020      | "Blinding Lights"                  | The Weeknd                  | "Človek brez imena"          | Jan Plestenjak                    | [ 14 ]               |  |
| 82  | 380   | 12. april 2020     | "Blinding Lights"                  | The Weeknd                  | "Nocoj"                      | Manca Špik                        | [ 15 ]               |  |
| 82  | 381   | 19. april 2020     | "Blinding Lights"                  | The Weeknd                  | "Nocoj"                      | Manca Špik                        | [ 16 ]               |  |
| 82  | 382   | 26. april 2020     | "Blinding Lights"                  | The Weeknd                  | "Nocoj"                      | Manca Špik                        | [ 17 ]               |  |
| 82  | 383   | 3. maj 2020        | "Blinding Lights"                  | The Weeknd                  | "Malo, malo"                 | Rebeka Dremelj                    | [ 18 ]               |  |
| 82  | 384   | 10. maj 2020       | "Blinding Lights"                  | The Weeknd                  | "Malo, malo"                 | Rebeka Dremelj                    | [ 19 ]               |  |
| 82  | 385   | 17. maj 2020       | "Blinding Lights"                  | The Weeknd                  | "Na frišno"                  | BQL                               | [ 20 ]               |  |
| 82  | 386   | 24. maj 2020       | "Blinding Lights"                  | The Weeknd                  | "Še zdaj ne vem zakaj"       | Vili Resnik                       | [ 21 ]               |  |
| 82  | 387   | 31. maj 2020       | "Blinding Lights"                  | The Weeknd                  | "Na frišno"                  | BQL                               | [ 22 ]               |  |
| 82  | 388   | 7. junij 2020      | "Blinding Lights"                  | The Weeknd                  | "Še zdaj ne vem zakaj"       | Vili Resnik                       | [ 23 ]               |  |
| 82  | 389   | 14. junij 2020     | "Blinding Lights"                  | The Weeknd                  | "Na frišno"                  | BQL                               | [ 24 ]               |  |
| 82  | 390   | 21. junij 2020     | "Blinding Lights"                  | The Weeknd                  | "Na frišno"                  | BQL                               | [ 25 ]               |  |
| 82  | 391   | 28. junij 2020     | "Blinding Lights"                  | The Weeknd                  | "Nimam skrbi"                | Sopranos                          | [ 26 ]               |  |
| 83  | 392   | 5. julij 2020      | "Breaking Me"                      | Topic ft A7S                | "Mojito"                     | Lara Kadis                        | [ 27 ]               |  |
| 83  | 393   | 12. julij 2020     | "Breaking Me"                      | Topic ft A7S                | "Mojito"                     | Lara Kadis                        | [ 28 ]               |  |
| 83  | 394   | 19. julij 2020     | "Breaking Me"                      | Topic ft A7S                | "Mojito"                     | Lara Kadis                        | [ 29 ]               |  |
| 83  | 395   | 26. julij 2020     | "Breaking Me"                      | Topic ft A7S                | "Mojito"                     | Lara Kadis                        | [ 30 ]               |  |
| 83  | 396   | 2. avgust 2020     | "Breaking Me"                      | Topic ft A7S                | "Mojito"                     | Lara Kadis                        | [ 31 ]               |  |
| 83  | 397   | 9. avgust 2020     | "Breaking Me"                      | Topic ft A7S                | "Mojito"                     | Lara Kadis                        | [ 32 ]               |  |
| 84  | 398   | 16. avgust 2020    | "Rain on Me"                       | Lady Gaga and Ariana Grande | "Ko bo to za nama" "Mojito"  | BQL Lara Kadis                    | [ 33 ]               |  |
| 84  | 399   | 23. avgust 2020    | "Rain on Me"                       | Lady Gaga and Ariana Grande | "Mojito"                     | Lara Kadis                        | [ 34 ]               |  |
| 84  | 400   | 30. avgust 2020    | "Rain on Me"                       | Lady Gaga and Ariana Grande | "Mojito"                     | Lara Kadis                        | [ 35 ]               |  |
| 85  | 401   | 6. september 2020  | "Savage Love (Laxed – Siren Beat)" | Jawsh 685 and Jason Derulo  | "Ko bo to za nama"           | BQL                               | [ 36 ]               |  |
| 85  | 402   | 13. september 2020 | "Savage Love (Laxed – Siren Beat)" | Jawsh 685 and Jason Derulo  | "Obujem nove čevlje"         | Maraaya                           | [ 37 ]               |  |
| 85  | 403   | 20. september 2020 | "Savage Love (Laxed – Siren Beat)" | Jawsh 685 and Jason Derulo  | "Obujem nove čevlje"         | Maraaya                           | [ 38 ]               |  |
| 85  | 404   | 27. september 2020 | "Savage Love (Laxed – Siren Beat)" | Jawsh 685 and Jason Derulo  | "Obujem nove čevlje"         | Maraaya                           | [ 39 ]               |  |
| 85  | 405   | 4. oktober 2020    | "Savage Love (Laxed – Siren Beat)" | Jawsh 685 and Jason Derulo  | "Obujem nove čevlje"         | Maraaya                           | [ 40 ]               |  |
| 85  | 406   | 11. oktober 2020   | "Savage Love (Laxed – Siren Beat)" | Jawsh 685 and Jason Derulo  | "Obujem nove čevlje"         | Maraaya                           | [ 41 ]               |  |
| 85  | 407   | 18. oktober 2020   | "Savage Love (Laxed – Siren Beat)" | Jawsh 685 and Jason Derulo  | "Obujem nove čevlje"         | Maraaya                           | [ 42 ]               |  |
| 86  | 408   | 25. oktober 2020   | "Watermelon Sugar"                 | Harry Styles                | "Obujem nove čevlje"         | Maraaya                           | [ 43 ]               |  |
| 86  | 409   | 1. november 2020   | "Watermelon Sugar"                 | Harry Styles                | "Obujem nove čevlje"         | Maraaya                           | [ 44 ]               |  |
| 86  | 410   | 8. november 2020   | "Watermelon Sugar"                 | Harry Styles                | "Obujem nove čevlje"         | Maraaya                           | [ 45 ]               |  |
| re  | 411   | 15. november 2020  | "Savage Love (Laxed – Siren Beat)" | Jawsh 685 and Jason Derulo  | "Julija"                     | Boom!                             | [ 46 ]               |  |
| 87  | 412   | 22. november 2020  | "Kings & Queens"                   | Ava Max                     | "Drevo"                      | Maraaya                           | [ 47 ]               |  |
| 87  | 413   | 29. november 2020  | "Kings & Queens"                   | Ava Max                     | "Drevo"                      | Maraaya                           | [ 48 ]               |  |
| 88  | 414   | 6. december 2020   | "Head & Heart"                     | Joel Corry & MNEK           | "Drevo"                      | Maraaya                           | [ 49 ]               |  |
| 88  | 415   | 13. december 2020  | "Head & Heart"                     | Joel Corry & MNEK           | "Meni dobro je"              | Jan Plestenjak                    | [ 50 ]               |  |
| 89  | 416   | 20. december 2020  | "Meni dobro je"                    | Jan Plestenjak              | "Meni dobro je"              | Jan Plestenjak                    | [ 51 ]               |  |
| re  | 417   | 27. december 2020  | "Last Christmas"                   | Wham!                       | "Meni dobro je"              | Jan Plestenjak                    | [ 52 ]               |  |
| re  | 418   | 3. januar 2021     | "Head & Heart"                     | Joel Corry & MNEK           | "Meni dobro je"              | Jan Plestenjak                    | [ 53 ]               |  |